# Friedrichshagen (Upahl)
Friedrichshagen ist ein Ortsteil der Gemeinde Upahl im Landkreis Nordwestmecklenburg in Mecklenburg-Vorpommern.

## Geografie und Verkehrsanbindung
Friedrichshagen liegt südöstlich des Kernortes Plüschow an der nördlich verlaufenden A 20.

## Sehenswürdigkeiten
Als Baudenkmale sind ausgewiesen (siehe Liste der Baudenkmale in Upahl#Friedrichshagen):
- Dorfkirche, eine einschiffige, backsteingotische Kirche auf einem Feldsteinsockel (Ende des 14. oder Anfang des 15. Jahrhunderts)
- ehemaliges Pfarrhaus mit Stallgebäude (Dorfstraße 8)
- Bauernhof mit Hallenhaus, Kübbungsdielenscheune und Stall (Dorfstraße 23)
- drei Hallenhäuser (Dorfstraße 2, 5 und 11)

Außerdem gibt es die Galerie Arbeits Gemeinschaft für zeitgenössische Kunst, Dorfstraße 1 A.